# Édouard Courtial
Pour les articles homonymes, voir Courtial.
Édouard Courtial, né le 28 juin 1973 à Neuilly-sur-Seine (Hauts-de-Seine), est un consultant et homme politique français.
Membre de l'UDF jusqu'en 2002, puis de l'UMP et des Républicains jusqu'en 2023, il est sénateur de l'Oise depuis 2017 et siège dans le groupe de l'Union centriste.
Il est conseiller départemental de l'Oise de 2015 à 2021, élu dans le canton de Clermont avec Ophélie Van-Elsuwe, dont il est le président du conseil de 2015 à 2017.
Il est aussi député de la 7e circonscription de l'Oise de 2002 à 2011, puis de 2012 à 2017. Durant cette courte césure, il est secrétaire d'État chargé des Français de l'étranger au sein du 3e gouvernement de François Fillon, sous la présidence de Nicolas Sarkozy, de septembre 2011 à mai 2012.
Brièvement conseiller régional de Picardie en 2010, il a aussi été maire d'Agnetz de 2003 à 2015.
Le 2 juillet 2021 est élu Conseiller régional des Hauts de France aux côtés de Xavier Bertrand.

## Biographie

### Famille
Édouard Courtial, marié et père de 3 enfants, est le fils de Philippe Courtial, son prédécesseur à la mairie d'Agnetz, mort en cours de mandat[réf. nécessaire].

### Formation et parcours professionnel
Passé par l'école Notre-Dame de la Providence à Clermont, dans l'Oise, puis le collège-lycée Guynemer de Compiègne et le lycée Saint-Jean-de-Passy à Paris, il obtient une maîtrise en sciences de gestion (MSG) de l'université Paris-Dauphine en 1996 et sort diplômé de l'ESSEC l'année suivante.
Entre 1998 et 2000, il est auditeur financier chez Ernst & Young, puis conseiller en stratégie chez Capgemini jusqu'en 2002.
Il est auditeur de l'Institut des hautes études de Défense nationale (IHEDN) en 2005 et 2006.
Il est employé par la société MSH International (assurance santé internationale des expatriés) en tant que chargé de mission développement commercial et Relations extérieures. Il déclare auprès de la Haute Autorité pour la transparence de la vie publique un revenu annuel de près de 200 000 euros.

### Parcours politique

#### Partis politiques
Impliqué dans la vie politique locale, Édouard Courtial devient conseiller national de l'UDF en 1994, puis vice-président de la nouvelle UDF de l'Oise de 2001 à 2002. Il adhère dès sa fondation en 2002 à l'UMP, dont il est trésorier pour l'Oise de 2003 à 2006, et depuis secrétaire départemental de cette fédération.
Nicolas Sarkozy le nomme président de la commission « Nouvelle génération » de l'UMP en 2005.
Le 28 septembre 2011, il est nommé secrétaire d'État des Français de l'étranger en remplacement de David Douillet. Il le demeure jusqu'au 10 mai 2012, date de la démission du gouvernement François Fillon III.
Lors du congrès de l'UMP de 2012, il soutient Jean-François Copé.
En janvier 2013, à la suite de l’accord entre Jean-François Copé et François Fillon qui a suivi la crise politique du congrès de novembre 2012, il est nommé avec le filloniste Éric Ciotti délégué général chargé des fédérations.
Le 4 décembre 2014, il est nommé, par le nouveau président de l'UMP Nicolas Sarkozy, secrétaire général adjoint à la formation. Le 8 janvier 2016, il quitte ce poste et devient conseiller politique du parti.
Il soutient Nicolas Sarkozy pour la primaire présidentielle des Républicains de 2016. Le 29 août, il est nommé vice-président délégué de son comité de soutien.
Il parraine Laurent Wauquiez pour le congrès des Républicains de 2017, scrutin lors duquel est élu le président du parti.
Depuis septembre 2023, il siège dans le groupe Union centriste présidé par Hervé Marseille.
Le 13 septembre 2022 aux côtés de Nicolas Sarkozy, il lance avec Jérémy Visconti un mouvement politique départemental Oise au Cœur.

#### Mandats
Il est élu député le 16 juin 2002, dans la 7e circonscription de l'Oise. Il fait partie du groupe UMP et est vice-président de la délégation aux droits des femmes et à l'égalité homme-femme à l'Assemblée nationale pour la XIIe législature (2002-2007). Âgé de 28 ans au moment de son élection, il est le plus jeune député de cette législature, jusqu'à ce que Laurent Wauquiez succède à Jacques Barrot. En 2002, il siège également à la Commission nationale pour l'autonomie des jeunes.
En septembre 2003, il est élu maire de la commune d'Agnetz après la mort de son père, et réélu en mars 2008 et mars 2014. Il y développe un projet d'éducation civique « grandeur nature » : le « Parlement des enfants », un projet proposé par l'Assemblée nationale et le ministère de l'Éducation nationale.
Il est réélu député au premier tour en juin 2007, avec 51,07 % des suffrages. Son manque d'assiduité et d'activité est critiqué en 2011.
Il est réélu député en juin 2012 avec 53,87 % (22 351 voix) des suffrages face au Président de la région Picardie et ancien maire de Clermont Claude Gewerc.
Le 29 mars 2015, il est élu conseiller départemental du canton de Clermont, recueillant 41,15 % des voix dans une triangulaire avec le Parti socialiste et le Front national . Le 2 avril suivant, il est élu président du conseil départemental de l'Oise et abandonne alors son mandat de maire d'Agnetz.
Le 9 mai 2017, il annonce lors d'une conférence de presse à sa permanence parlementaire de Clermont de l'Oise, qu'il fait le choix, confronté à la loi sur le non-cumul des mandats de rester président du conseil départemental et donc de ne pas briguer un nouveau mandat de député. Il passe le flambeau à Maxime Minot, jeune maire de 29 ans qui est candidat avec l'étiquette LR aux élections législatives du 11 et 18 juin 2017. Maxime Minot est élu le 18 juin avec 60,5 % des voix.
Il annonce qu'il sera candidat aux élections sénatoriales de 2017. Élu sénateur, il démissionne de son mandat de président de conseil départemental et cède sa place à Nadège Lefèbvre.
À nouveau candidat aux élections sénatoriales de 2023 sans l'étiquette LR, il est réélu sénateur de l'Oise le 24 septembre 2023, sa liste divers droite ayant obtenu 16,01% des voix. Il quitte alors le groupe LR au Sénat pour rejoindre l'Union centriste, et indique à cette occasion ne plus adhérer « à aucun parti ». En décembre 2023, selon les informations de Contexte, Édouard Courtial fait bénéficier au parti d'Édouard Philippe, Horizons, de son soutien financier, en lui rattachant sa fraction au titre du financement des partis politiques.

#### Propositions
En 2008, il demande que l'ARS, la subvention de rentrée scolaire versée en août, soit payée en « bons à valeur faciale » dédiés, et non plus par virement, afin que cette subvention ne serve pas à « acheter un écran plasma » ; il réitère en 2009, puis en 2010 avec le même argument, entendu « en prenant son café au bistrot du coin », dixit. Il est à chaque fois débouté par Nadine Morano, les statistiques du ministère et des organismes sociaux ne faisant ressortir qu'un infime pourcentage du dévoiement de cette subvention.

## Détail des fonctions et des mandats

### Mandats locaux
- 8 septembre 2003 - 2 avril 2015 : Maire d'Agnetz
- 22 mars 2010 - 14 octobre 2010 : Conseiller régional de Picardie
- depuis le 29 mars 2015 : conseiller départemental du canton de Clermont-de-l'Oise
- 2 avril 2015-25 octobre 2017 : Président du conseil départemental de l'Oise
- Depuis le 2 juillet 2021 : Conseiller régional des Hauts de France

### Mandats parlementaires
- 20 juin 2012 - 20 juin 2017 : Député, élu dans la 7e circonscription de l'Oise
- 19 juin 2002 - 28 octobre 2011 : Député, élu dans la 7e circonscription de l'Oise
- Depuis le 1er octobre 2017 : Sénateur, élu dans l'Oise

### Fonction ministérielle
- 28 septembre 2011 - 10 mai 2012 : Secrétaire d'État chargé des Français de l'étranger